# São Julião (Figueira da Foz)
São Julião ist eine ehemalige Gemeinde (Freguesia) der portugiesischen Küstenstadt Figueira da Foz, im Distrikt Coimbra. Am 30. Juni 2011 hatte die Gemeinde 9709 Einwohner auf einer Fläche von 3,9 km².
Im Vorfeld der kommunalen Neuordnung Portugals wurde die Gemeinde 2013 aufgelöst und Buarcos angegliedert, entgegen den Protesten der Gemeinde São Julião, als Gemeinde des wesentlichen Stadtgebiets von Figueira da Foz.
Das Gebiet der ehemaligen Gemeinde São Julião grenzt an Buarcos, mit dem es eine urbane Agglomeration bildet. Zusammen mit den Gemeinden São Pedro, Tavarede und Vila Verde bildet São Julião das eigentliche Stadtgebiet von Figueira da Foz, die Zona Urbana. 
Die Gemeinde stellt im Wesentlichen das historisch gewachsene Zentrum der Stadt dar. Entsprechend sind hier auch die meisten der Sehenswürdigkeiten, Plätze und öffentlichen Gebäude der Stadt zu finden, darunter:
- Casino Figueira (Spielbank und Veranstaltungsort)
- Museu Municipal Santos Rocha (städtisches Museum)
- Centro de Artes e Espectáculos (Kulturzentrum)
- Praia da Claridade (der Stadtstrand)
- Rua da República (Geschäftsstraße)
- Rathaus von Figueira
- Bahnhof Figueira da Foz
- Mercado Municipal Engenheiro Silva (städtische Markthalle)
- Ponte Edgar Cardoso (die Brücke über den Mondego)
- Rua Bernardo Lopes (Teil der Fußgängerzone)
- Casa do Paço
- Praça 8 de Maio (ein Innenstadtplatz)